# 世界狗狗冲浪锦标赛
世界狗狗冲浪锦标赛（英語：World Dog Surfing Championships），正式名称为北加州狗狗冲浪赛事暨世界锦标赛（英語：Norcal Dog Surfing event & World Championships），是北加州一年一度的狗狗冲浪比赛，创办于2016年，由TasteTV组织。

## 比赛设置
比赛按犬只体重分为最多四个级别，另设双犬组及一人两犬组的比赛。此外，还有接球赛与时尚秀等项目。人类负责选择参赛犬冲浪的浪头，并协助其冲浪。在按体重划分的单犬组比赛中，每个级别根据参赛犬在10分钟比赛时间内的冲浪时长、技巧、表现状态及浪高评出前三名。各级别前两名晋级，角逐最终的全能冲浪冠军奖。赛事所得收入用于资助动物保护、冲浪及环保相关的慈善项目。

## 历史

### 2016
首届世界狗狗冲浪锦标赛于2016年9月10日在加州帕西菲卡州立海滩（又名Linda Mar Beach）举行，是北加州首个狗狗冲浪赛事。仅有五只狗参赛，分为两个体重级别。最终，硅谷动物保护协会（英語：Humane Society Silicon Valley）救助的一只澳大利亚凯尔皮犬Abbie Girl击败其好友哈巴狗Brandy，获得总冠军。

### 2017
第二届比赛于2017年8月5日在相同地点举办，参赛犬约36只。Abbie再度获得总冠军，西班牙猎犬Sampson获得亚军。比赛期间，近海还出现了座头鲸跃出海面的奇观。BBC新闻主播西蒙·麦考伊带着疲惫语气播报该赛事的视频受到广泛传播。

### 2018
第三届比赛于2018年8月4日在相同地点举办，参赛犬共45只。哈巴狗Gidget赢得总冠军，与一只脚打着石膏的主人一同完赛的Abbie Girl获得了新增的冲浪精神奖（英語：Spirit of Surfing Award）。同年还首次设立了年度冲浪手奖（英語：Shredder of the Year Award）和全心全意奖（英語：All Heart Award）。

### 2019
第四届比赛于2019年8月3日在相同地点举办，参赛犬约50只。来自纽波特海滩的法国斗牛犬Cherie赢得了中型冲浪犬奖和总冠军。

### 2020
原定于2020年8月1日举行的比赛因COVID-19疫情推迟至2021年。同年9月26日主办方以Zoom直播的形式举办了混合式线上直播比赛。

### 2021
2021年8月28日原计划的现场赛事再次因疫情取消，改为10月2日举行线上直播比赛。

### 2022
2022年的比赛于8月6日举办。来自圣克鲁斯的牧牛犬Skyler赢得总冠军。

### 2023
2023年的比赛于8月5日举办，当时海浪波动异常汹涌。比特犬Faith赢得大型犬组冲浪冠军；法国斗牛犬Cherie获得中型犬组冠军；小型犬组由梗犬Carson与Delilah并列第一。Carson最终获得总冠军。

### 2024
由于经费紧张，赛事组织方通过众筹募集了12,000美元后，于8月3日在相同地点举办了2024年赛事。在浪况尤为恶劣的情况下，最终由来自巴西的巧克力拉布拉多犬Cacau赢得总冠军。估计出席人数超过6,000人。